# 1782 Шнеллер
1782 Шнеллер (1782 Schneller) — астероїд головного поясу, відкритий 6 жовтня 1931 року.
Тіссеранів параметр щодо Юпітера — 3,198.